# Пролећна изложба УЛУС-а (1994)
Пролећна изложба УЛУС-а (1994), одржана је у периоду од 24. марта до 24. априла 1994. године под покровитељством Министарства културе Републике Србије. Изложба је представљена у галеријском простору Удружења ликовних уметника Србије, односно у Уметничком павиљону "Цвијета Зузорић" у Београду. Уредник каталога била је Јасминка Плавшић Ђерковић, уводни текст написао је Никола Шуица.

## Излагачи

### Сликарство
1. Баћовић Радослав
2. Глид Даниел
3. Димовски Зоран
4. Ђенге Вера
5. Ђокић Душан
6. Ђорђевић Н. Зоран
7. Ђорђић Стојанка
8. Ђуричковић Слободан Ђако
9. Жигић Сања
10. Јанковић Владимир
11. Јанковић Татјана
12. Јеленковић Дивна
13. Јерот Татјана
14. Јовчић Драгана
15. Јовчић Снежана
16. Каљаловић Одановић Гордана
17. Кићовић Драган
18. Кнежевић Весна
19. Кнежевић Драгана
20. Кожовић Дијана
21. Краљ Милан
22. Коматина Мито
23. Копања Милутин
24. Кукуљ Љубомир
25. Мадић Властимир
26. Максимовић Бојана
27. Маловразић Соња
28. Марјановић Зоран
29. Марковић Срђан Ђиле
30. Мићовић Љиљана
31. Николић Јасна
32. Одановић Ђорђе
33. Панић Славиша
34. Петровић Ђокић Миломирка
35. Плазинић Божидар
36. Рамујкић Кемал
37. Рафајловићи Александар
38. Рашић Владимир
39. Селаковић Рада
40. Станаћев Драгана
41. Тримчевић Мирко
42. Ћирић Предраг
43. Фишић Татјана
44. Црнчанин Биљана
45. Чекић Гордана
46. Шипка Босиљка

### Цртеж
1. Васиљевић Лана
2. Јевремовић Вук
3. Јефтић Ничева Костић Милена
4. Костић Емило
5. Поповић Милан

### Графика
1. Адашевић Бранимир
2. Бојовић Слободан
3. Гајић Петар
4. Жарковић Милица
5. Зељић Ненад
6. Јелић Милица
7. Крстић Велизар
8. Карановић Бранимир
9. Лучић Јанковић Ранка
10. Миленковић Славко
11. Млађовић Миодраг
12. Стојановић Љиљана
13. Фотић Бранислав

### Скулптура
1. Глид Габријел
2. Милошевић Сибиновић Лепосава
3. Милутиновић Вондрачек Татјана
4. Попивода Рајко
5. Поптсис Ставрос
6. Ракочевић П. Милан
7. Ристовски Весна
8. Сарић Дејан
9. Симановић Срђан
10. Славић Драган
11. Тодоровић Томислав
12. Халугин Сава